# 市瀬源助
市瀬 源助（いちのせ げんすけ、1877年（明治10年）1月5日 - 1959年（昭和34年）6月6日）は、大日本帝国陸軍軍人。最終階級は陸軍中将。

## 経歴・人物
長野県出身。1901年（明治34年）陸軍士官学校第13期卒業。のち陸軍大学校に入り、1912年（大正元年）同校第24期卒業。
1923年（大正12年）8月に陸軍騎兵大佐・近衛騎兵連隊長、1926年（大正15年）3月に陸軍省軍務局騎兵課長、同年10月に陸軍省軍務局馬政課長を経て、1929年（昭和4年）3月に陸軍少将・軍馬補充部附に任官する。
その後、1930年（昭和5年）12月に陸軍騎兵学校長、1932年（昭和7年）4月に騎兵第3旅団長を経て、1933年（昭和8年）3月に陸軍中将に昇進と同時に待命、同月30日に予備役に編入した。

## 栄典
- 1940年（昭和15年）8月15日 - 紀元二千六百年祝典記念章[3]